# سكوت غالواي
سكوت غالواي (بالإنجليزية: Scott Galloway)‏ هو بروفيسور ومؤلف ورائد أعمال أمريكي، ولد في 3 نوفمبر 1964.